# マンネンスギ
マンネンスギ Lycopodium dendroideum Michx. はヒカゲノカズラ科のシダ植物。スギの葉のような枝が地表から直立する。

## 特徴
小型の常緑性の多年生草本。地下に長く茎を匍匐させ、これが茎の主茎に当たる。側枝は地上に出て高さ10-30cmほどの直立茎となる。直立茎は下部では分枝せず、上の方で急に分枝してその枝は斜めに伸びるか真っ直ぐに立ち、外見は樹木のようになる。枝ではその径は葉を含めて4-7mmほど。
葉は直立茎の根本から枝先まであり、線形で先端は尖っており、縁は滑らかで緑色、やや硬い。直立茎の根元近くでは葉は茎に張り付くようになっているが、枝先では枝から大きな角度を持って広がるが、先端は内向きに曲がることが多い。
胞子嚢形成部は明確な胞子嚢穂の形を取る。胞子嚢穂は小枝の先端に出て、柄はなく、長さ1-6cm、径5mm、円柱形で直立する。つまりスギの枝先のような姿から、ヒカゲノカズラに見られるような穂が、枝先から直立する姿になる。
和名は万年杉で、スギの枝葉に似ていて、常緑であることによる。ただし、スギは元来常緑性であり、あえて万年とつける意味はなく、姿が似ている蘚類のマンネングサからの連想ではないかと光田は記している。

## 分布
琉球列島には分布しないが、本土地域では日本各地、温帯域に広く出現する。世界的には東アジアと北アメリカ大陸に分布する。

## 生育環境
温帯的な場所、山地の森林下から日なた地に生えるが、希に岩の上に生じる例がある。尾根筋に多い。

## 分類
本種に長らくL. obsurum の学名が当てられてきた。北アメリカの広域と日本を含む東アジアのものにこの学名が当てられていた。
分布が広く、生息地の条件や土壌などに差異が多いため、形態的にも変異が多く、それに関する議論も多かった。
牧野はこれらについて以下のように記している。
L. obsurum f. flabellatum 標準的な型：枝振りはやや広がり、葉は内曲しないもので、日陰に生える。
f. strictum　タチマンネンスギ：枝はやや立ち、葉先が内曲する。日当たりのいいところのもの。
f. obscurum　ウチワマンネンスギ：枝振りは広がり、葉に2形があるもので、北部山地に見られる。
田川はやはりL. obsurum の名の下で日本でもっとも普通のものがタチマンネンスギであるとし、ウチワマンネンスギを本州北部から北海道に希に産するものとする。その上で両者には枝振りの他にウチワでは枝が放射状に広がり、枝全体が団扇形になる以外に、それに応じて葉の形に二形を生じ、枝に腹背の分化が見られる傾向がある点などにも触れ、しかし実際にはどちらともつかぬ型があり、区別は困難としている。
さらに岩槻他(1992)はやはりL. obsurum としつつ、上記の他に波に2形のあるものに対置する形で腹背同型のものを f. isophyllum という変種名も紹介しているが、それらが遺伝的に固定していない可能性を示唆している。
ただ、その後 L. obsurum が複数種を含むことが判明し、北アメリカのものはこの種と本種、それに L. hickeyi の3種に分けられた。これらはそれぞれ古くに記載され、その後L. obsurum に含められるとされていたものである。YListでは本種の学名は上記の通りで、タチマンネンスギ、ウチワマンネンスギはいずれも和名における別名との扱いとなっている。

## 利用
スギの葉の代わりに料理のあしらいに使われることもあり、生け花の根締めや観賞用に用いられることもある。鑑賞価値はあるが、栽培は難しいとも。

## 保護の状況
環境省のレッドリストには取り上げられていないが、埼玉県、東京都、神奈川県、それに鳥取県と山口県で絶滅危惧I類の指定を受けている。温帯域のものであるだけに、山の低い県で指定を受けている模様。